# Distretto di Haymana
Il distretto di Haymana (in turco Haymana ilçesi) è uno dei distretti della provincia di Ankara, in Turchia.